# ميودراغ زيفالييفيتش
ميودراغ زيفالييفيتش (9 سبتمبر 1951 في كراغوييفاتش) لاعب كرة قدم صربي معتزل كان يجيد اللعب في مركز المهاجم .

## وصلات خارجية
- ميودراغ زيفالييفيتش على موقع قاعدة بيانات كرة القدم.إي يو (الإنجليزية)
- ميودراغ زيفالييفيتش على موقع بيانات كرة القدم. دي إي (الألمانية)
- ميودراغ زيفالييفيتش على موقع عالم كرة القدم.نت (الإنجليزية)